# Arrondissement Montmorillon
Arrondissement Montmorillon je francouzský arrondissement ležící v departementu Vienne v regionu Poitou-Charentes. Člení se dále na 11 kantonů a 98 obcí.

## Kantony
- Availles-Limouzine
- Charroux
- Chauvigny
- Civray
- Couhé
- Gençay
- L'Isle-Jourdain
- Lussac-les-Châteaux
- Montmorillon
- Saint-Savin
- La Trimouille